# QV Большого Пса
QV Большого Пса (лат. QV Canis Majoris) — одиночная переменная звезда в созвездии Большого Пса на расстоянии (вычисленном из значения параллакса) приблизительно 4945 световых лет (около 1516 парсеков) от Солнца. Видимая звёздная величина звезды — от более +14,8m до +12,6m.

## Характеристики
QV Большого Пса — красный гигант, пульсирующая переменная звезда, мирида (M) спектрального класса M9:III: или M9:.